# فرد باس
فرد باس (بالإنجليزية: Frederick Bass)‏ هو شخصية أعمال أمريكي، ولد في 28 يونيو 1928، وتوفي في 3 يناير 2018 في مانهاتن في الولايات المتحدة بسبب قصور القلب.